# Criss Angel

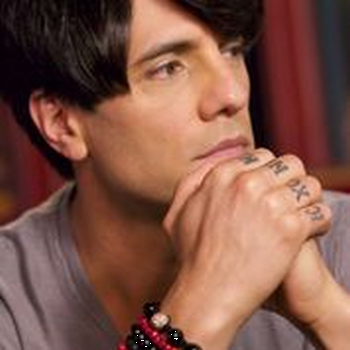
Criss Angel (2014)

Christopher Nicholas Sarantakos (griechisch Χριστόφορος Νικόλαος Σαραντάκος, * 19. Dezember 1967 in Hempstead, New York), besser bekannt unter seinem Künstlernamen Criss Angel, ist ein US-amerikanischer Zauberkünstler, Musiker, Illusionist, Hypnotiseur, Entfesselungskünstler, Stuntman und Schauspieler. Er ist hauptsächlich durch seine Fernsehshow Criss Angel Mindfreak bekannt.

## Jugend
Criss Angel wuchs in East Meadow auf Long Island auf und ist griechischer Abstammung. Seine Eltern sind John und Dimitra Sarantakos. Seine Mutter stammt aus Mystras, Griechenland. Sein Vater, der an Magenkrebs starb, beeinflusste ihn sehr. Er hat zwei Brüder, Costa und JD. Er war in seiner Jugend Messdiener der griechisch-orthodoxen Kirche und spielte Schlagzeug.
Angel interessierte sich bereits im Alter von sechs Jahren für Zauberkunst, nachdem seine Tante Stella ihm einen Kartentrick gezeigt hatte. Zwei seiner größten Vorbilder sind Harry Houdini und Aldo Richiardi. Als Teenager trat er auf Geburtstagsfeiern, in Nachtclubs, bei privaten Veranstaltungen und zu Hause vor seiner Familie auf. Sein erster Tricklehrer war Ian Wagner.

## Karriere als Zauberkünstler

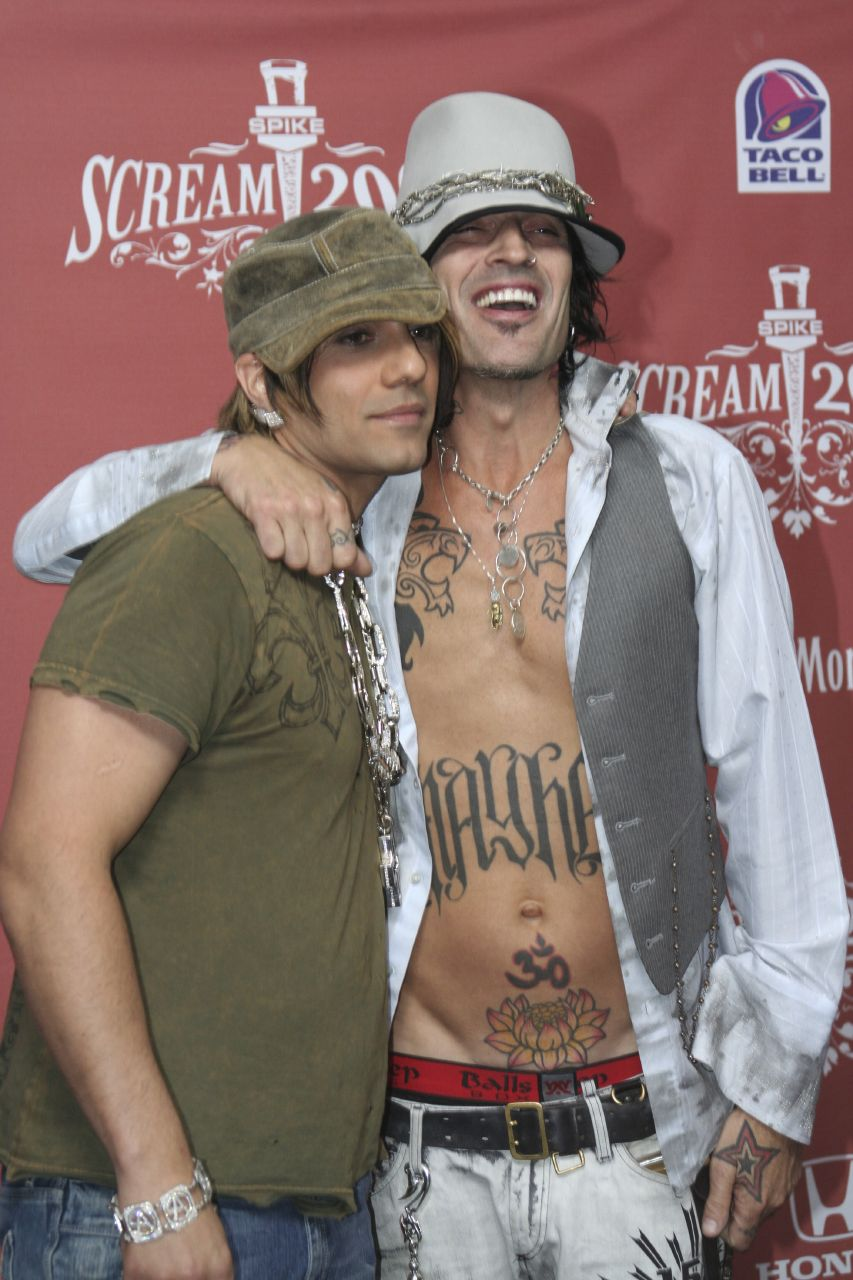
Criss Angel (links) und Tommy Lee

Criss Angel führte 1998 World of Illusion im Madison Square Garden auf. Er finanzierte 2001 eine Broadway-Show mit dem Titel „Criss Angel Mindfreak“, die bis Januar 2003 600 Mal bei The World im The World Underground Theater am Times Square aufgeführt wurde. Außerdem war er in einigen Fernsehshows zu sehen. 2005 gewann er den „Magier-des-Jahres“-Preis der Academy of Magical Arts. 2007 veröffentlichte er seine Autobiographie Mindfreak: Secret Revelations. Seit Herbst 2008 läuft seine auf Illusionen basierende Cirque-du-Soleil-Produktion im Luxor Hotel in Las Vegas. Von Oktober bis November 2007 wurde in den USA auf NBC Phenomenon ausgestrahlt, eine Show, in der Angel und Uri Geller einen Mentalisten casten. Die Live-Show Criss Angel MINDFREAK findet seit dem 19. Januar 2019 im Planet Hollywood in Las Vegas statt, im nach ihm benannten Criss Angel Theater.

## Andere Projekte
Angel spielte in der 18. Episode der dritten Staffel von CSI: NY „Die zersägte Jungfrau“ („Sleight out of hand“) den Magier „Luke Blade“, dessen Assistenten auf ungewöhnliche Weisen sterben, die seltsamerweise Ähnlichkeiten zu seinen Illusionen aufweisen, die er in der Episode zeigt. In der Episode zeigte er drei Illusionen (zersägt werden, angezündet werden und eine Version seiner „Submerged“-Illusion).
Zudem trat er 2011 in der Sitcom Rules of Engagement als er selbst auf. Russell, einer der Hauptcharaktere, besucht in der 14. Episode der fünften Staffel („Fauler Zauber“) zusammen mit seinem Date eine Show von Criss Angel.

## Musikkarriere
Angel spielte in den 1990er-Jahren mit seinem Freund Scott „Klayton“ Albert (Celldweller), der das Album zur Show Mindfreak mitproduzierte und die Planung der Musikauswahl für die Sendung unterstützte, in der Elektronik-/Crossover-Band Angeldust, welche im Jahr 1998 das Album Musical Conjurings from the World of Illusion herausbrachte. Als Solokünstler brachte er als „Criss Angel“ noch weitere CDs heraus.

## Diskografie
Angeldust
- 1998: Musical Conjurings from the World of Illusion

Criss Angel
- 2000: System 1 In The Trilogy
- 2000: System 2 In The Trilogy
- 2000: System 3 In The Trilogy
- 2002: Mindfreak
- 2006: Criss Angel Mindfreak OST
- 2008: Criss Angel Believe OST